# Briefmarken-Jahrgang 1969 der Deutschen Post der DDR
Der Briefmarken-Jahrgang 1969 der Deutschen Post der Deutschen Demokratischen Republik umfasste 89 Sondermarken, drei Briefmarkenblocks mit jeweils einer Sondermarke, einen Kleinbogen mit sechs Sondermarken und zwei Dauermarken.
Insgesamt wurden 100 Motive ausgegeben.
Das größte jemals in der DDR ausgegebene Format hatte eine Briefmarke zum Thema 20 Jahre DDR, sie erschien nur als Markenblock.
Diese Marke hatte Abmessungen von ca. 8,6 × 7,6 cm.
Zum gleichen Anlass wurden die beiden anderen Blocks und weitere 14 Sondermarken ausgegeben.
Obwohl die Währung der DDR seit dem 1. Januar 1968 Mark der Deutschen Demokratischen Republik (M) hieß, wurden erst in diesem Jahr neue Dauermarken mit dieser Bezeichnung gedruckt. Bis dahin war das gleiche Motiv mit der Angabe MDN (Mark der Deutschen Notenbank) in Gebrauch.
Alle Briefmarken-Ausgaben seit 1964 sowie die 2-Mark-Werte der Dauermarkenserie Präsident Wilhelm Pieck und die bereits seit 1961 erschienene Dauermarkenserie Staatsratsvorsitzender Walter Ulbricht waren ursprünglich unbegrenzt frankaturgültig. Mit der Wiedervereinigung verloren alle Marken nach dem 2. Oktober 1990 ihre Gültigkeit.

## Liste der Ausgaben und Motive
Legende
- Bild: Eine bearbeitete Abbildung der genannten Marke. Das Verhältnis der Größe der Briefmarken zueinander ist in diesem Artikel annähernd maßstabsgerecht dargestellt. Sollten keine Marken abgebildet sein, liegt es daran, dass das Urheberrecht des Künstlers noch nicht erloschen ist.
- Beschreibung: Eine Kurzbeschreibung des Motivs und/oder des Ausgabegrundes. Bei ausgegebenen Serien oder Blocks werden die zusammengehörigen Beschreibungen mit einer Markierung versehen eingerückt.
- Wert: Der Frankaturwert der einzelnen Marke in Pfennig. Ein „+“ bedeutet, dass es sich um eine Zuschlagsmarke handelt (= Frankaturwert + Spende).
- Ausgabedatum: Das Datum des erstmaligen Verkaufs dieser Briefmarke.
- Auflage: Soweit bekannt, wird hier die zum Verkauf angebotene Anzahl dieser Ausgabe angegeben.
- Entwurf: Soweit bekannt, wird hier angegeben, von wem der Entwurf dieser Marke stammt.
- Mi.-Nr.: Diese Briefmarke wird im Michel-Katalog unter der entsprechenden Nummer gelistet.

| Sondermarken | |       |                       |            |                                       |         |
| Bild         | Beschreibung | Wert  | Ausgabe- datum (1969) | Auflage    | Entwurf                               | Mi.-Nr. |
|              | Bedeutende Bauwerke (III) - Rathaus Tangermünde (erbaut um 1430) | 5     | 15. Januar            | 8.000.000  | Dietrich Dorfstecher                  | 1434    |
|              | - Deutsche Staatsoper Berlin (erbaut 1741–1743) | 10    | 15. Januar            | 12.000.000 | Dietrich Dorfstecher                  | 1435    |
|              | - Wallpavillon, Dresdner Zwinger (erbaut 1709–1732) | 20    | 15. Januar            | 12.000.000 | Dietrich Dorfstecher                  | 1436    |
|              | - Bürgerhaus, Luckau (erbaut 1699) | 25    | 15. Januar            | 1.700.000  | Dietrich Dorfstecher                  | 1437    |
|              | - Dornburger Rokoko-Schloss (erbaut 1736–1747) | 30    | 15. Januar            | 3.500.000  | Dietrich Dorfstecher                  | 1438    |
|              | - Haus zum Stockfisch, Erfurt (erbaut 1607) | 40    | 15. Januar            | 4.000.000  | Dietrich Dorfstecher                  | 1439    |
|              | Berühmte Persönlichkeiten (III) - Martin Andersen Nexø | 10    | 5. Februar            | 12.000.000 | Gerhard Stauf                         | 1440    |
|              | - Otto Nagel | 20    | 5. Februar            | 12.000.000 | Gerhard Stauf                         | 1441    |
|              | - Alexander von Humboldt | 25    | 5. Februar            | 1.700.000  | Gerhard Stauf                         | 1442    |
|              | - Theodor Fontane | 40    | 5. Februar            | 4.000.000  | Gerhard Stauf                         | 1443    |
|              | Sicherheit im Straßenverkehr (II) - Aufmerksamkeit und Rücksichtnahme auf Fußgänger                                                                                              | 5     | 18. Februar           | 8.000.000  | Wolfgang Heinrich                     | 1444    |
|              | - Immer rechtzeitig orientieren (Ampel) | 10    | 18. Februar           | 12.000.000 | Wolfgang Heinrich                     | 1445    |
|              | - Vorsicht an Bahnübergängen | 20    | 18. Februar           | 12.000.000 | Wolfgang Heinrich                     | 1446    |
|              | - Im Zweifelsfall nie überholen | 25    | 18. Februar           | 1.700.000  | Wolfgang Heinrich                     | 1447    |
|              | Leipziger Frühjahrsmesse - Mähdrescher „E 512“ | 10    | 26. Februar           | 12.000.000 | Dietrich Dorfstecher                  | 1448    |
|              | - Zweifarben-Offset-Bogendruckmaschine „Planeta-Variant“ | 15    | 26. Februar           | 6.000.000  | Dietrich Dorfstecher                  | 1449    |
|              | Märchen (IV): Jorinde und Joringel Diese und die folgenden fünf Marken wurden zusammen als Kleinbogen ausgegeben: - Szene aus dem Märchen                                        | 5     | 18. März              | 2.500.000  | Gerhard Bläser                        | 1450    |
|              | - Szene aus dem Märchen | 10    | 18. März              | 2.500.000  | Gerhard Bläser                        | 1451    |
|              | - Szene aus dem Märchen | 15    | 18. März              | 2.500.000  | Gerhard Bläser                        | 1452    |
|              | - Szene aus dem Märchen | 20    | 18. März              | 2.500.000  | Gerhard Bläser                        | 1453    |
|              | - Szene aus dem Märchen | 25    | 18. März              | 2.500.000  | Gerhard Bläser                        | 1454    |
|              | - Szene aus dem Märchen | 30    | 18. März              | 2.500.000  | Gerhard Bläser                        | 1455    |
|              | Geschützte heimische Pflanzen: (II) - Märzenbecher (Leucojum vernum) | 5     | 15. April             | 10.000.000 | Fritz Deutschendorf                   | 1456    |
|              | - Frühlings-Adonis-Röschen (Adonis vernalis) | 10    | 15. April             | 12.000.000 | Fritz Deutschendorf                   | 1457    |
|              | - Trollblume (Trollius europaeus) | 15    | 15. April             | 6.000.000  | Fritz Deutschendorf                   | 1458    |
|              | - Türkenbund (Lilium martagon) | 20    | 15. April             | 12.000.000 | Fritz Deutschendorf                   | 1459    |
|              | - Stranddistel (Eryngium maritimum) | 25    | 15. April             | 1.700.000  | Fritz Deutschendorf                   | 1460    |
|              | - Breitblättriges Knabenkraut (Dactylorchis latifolia) | 30    | 15. April             | 3.500.000  | Fritz Deutschendorf                   | 1461    |
|              | Waldschutz - Aufzucht von Nadelbäumen im Pflanzgarten | 5     | 23. April             | 8.000.000  | Horst Naumann                         | 1462    |
|              | - Holzeinschlag und Harzgewinnung | 10    | 23. April             | 12.000.000 | Horst Naumann                         | 1463    |
|              | - Der Wald regelt den Wasserhaushalt der Natur | 20    | 23. April             | 12.000.000 | Horst Naumann                         | 1464    |
|              | - Waldsee mit Zeltplatz | 25    | 23. April             | 1.700.000  | Horst Naumann                         | 1465    |
|              | 50 Jahre Liga der Rotkreuzgesellschaften - Symbole der Organisationen Roter Halbmond, Rotes Kreuz, Roter Löwe und Rote Sonne                                                     | 10    | 23. April             | 12.000.000 | Christa Wolfgramm                     | 1466    |
|              | - Symbole der Organisationen Roter Halbmond, Rotes Kreuz, Roter Löwe und Rote Sonne                                                                                              | 15    | 23. April             | 1.700.000  | Axel Bengs                            | 1467    |
|              | Minerale aus den Sammlungen der Bergakademie Freiberg (I) - Erythrin (Kobaltblüte), Schneeberg (Erzgebirge)                                                                      | 5     | 21. Mai               | 8.000.000  | Lothar Grünewald                      | 1468    |
|              | - Fluorit (Flussspat), Halsbrücke (Erzgebirge) | 10    | 21. Mai               | 13.000.000 | Lothar Grünewald                      | 1469    |
|              | - Galenit (Bleiglanz), Neudorf (Harz) | 15    | 21. Mai               | 4.500.000  | Lothar Grünewald                      | 1470    |
|              | - Rauchquarz, Lichtenberg (Thüringen) | 20    | 21. Mai               | 12.000.000 | Lothar Grünewald                      | 1471    |
|              | - Calcit (Kalkspat), Niederrabenstein (Erzgebirge) | 25    | 21. Mai               | 1.700.000  | Lothar Grünewald                      | 1472    |
|              | - Silber aus Brand bei Freiberg, Grube Himmelsfürst | 50    | 21. Mai               | 3.500.000  | Lothar Grünewald                      | 1473    |
|              | Nationaler Frauenkongreß - Frauenköpfe und Symbole aus Industrie, Landwirtschaft und Wissenschaft                                                                                | 20    | 28. Mai               | 10.000.000 | Joachim Rieß                          | 1474    |
|              | - Frauenköpfe und Symbole aus Industrie, Landwirtschaft und Wissenschaft | 25    | 28. Mai               | 1.700.000  | Joachim Rieß                          | 1475    |
|              | Unbesiegbares Vietnam (III) Bewaffnete Vietnamesen | 10+5  | 4. Juni               | 9.000.000  | Günter Schütz                         | 1476    |
|              | Nationale Briefmarkenausstellung 20 Jahre DDR, Magdeburg (I) Abzeichen des Philatelistenverbandes der DDR im Deutschen Kulturbund                                                | 10    | 4. Juni               | 12.000.000 | Klaus Hennig                          | 1477    |
|              | Weltfriedenstreffen, Berlin Diese und die folgenden zwei Marken wurden als Zusammendruck ausgegeben: - Mann mit Kindern verschiedener Hautfarbe                                  | 10    | 4. Juni               | 4.000.000  | Joachim Rieß                          | 1478    |
|              | - Bekannte Berliner Bauten | 20+5  | 4. Juni               | 4.000.000  | Joachim Rieß                          | 1479    |
|              | - Arbeiter verschiedener Völker | 25    | 4. Juni               | 4.000.000  | Joachim Rieß                          | 1480    |
|              | V. Deutsches Turn- und Sportfest, Leipzig - Eröffnungsveranstaltung am Völkerschlachtdenkmal                                                                                     | 5     | 18. Juni              | 5.000.000  | Joachim Rieß                          | 1483    |
|              | - Gymnastische Übungen | 10+5  | 18. Juni              | 5.000.000  | Joachim Rieß                          | 1484    |
|              | - Sportschau im Zentralstadion | 15    | 18. Juni              | 5.000.000  | Joachim Rieß                          | 1485    |
|              | - Ausstellung Kunst und Sport | 20+5  | 18. Juni              | 5.000.000  | Joachim Rieß                          | 1486    |
|              | - Leichtathleten, Fahnenschwingerin | 25    | 18. Juni              | 1.700.000  | Joachim Rieß                          | 1487    |
|              | - Fahnenweihe vor dem Alten Rathaus | 30    | 18. Juni              | 3.500.000  | Joachim Rieß                          | 1488    |
|              | 75 Jahre Olympische Bewegung der Neuzeit - Baron Pierre de Coubertin, Büste von Wieland Förster                                                                                  | 10    | 20. Juni              | 6.000.000  | Gerhard Stauf                         | 1489    |
|              | - Coubertin-Stele im Hain von Olympia | 25    | 20. Juni              | 1.700.000  | Gerhard Stauf                         | 1490    |
|              | Weltmeisterschaften 1969 in der DDR - Schachmannschaftsweltmeisterschaften der Studenten, Dresden                                                                                | 20    | 29. Juli              | 6.000.000  | Gerhard Stauf                         | 1491    |
|              | - Weltmeisterschaften im Bahnradsport, Erfurt | 20    | 29. Juli              | 6.000.000  | Gerhard Stauf                         | 1492    |
|              | - II. Weltpokal im Volleyball, Potsdam | 20    | 29. Juli              | 6.000.000  | Gerhard Stauf                         | 1493    |
|              | Leipziger Herbstmesse Stilisierte Darstellung des Programms kompletter Raumgestaltung „intecta“                                                                                  | 10    | 27. August            | 12.000.000 | Dietrich Dorfstecher                  | 1494    |
|              | 20 Jahre DDR (I) - Haus der Schiffahrt, Hotel Warnow, Rostock | 10    | 23. September         | 10.000.000 | Gerhard Voigt und Arthur Lipsch       | 1495    |
|              | - Haus der Kultur und Bildung, Neubrandenburg | 10    | 23. September         | 10.000.000 | Gerhard Voigt und Arthur Lipsch       | 1496    |
|              | - Interhotel, Nikolaikirche, Potsdam | 10    | 23. September         | 10.000.000 | Gerhard Voigt und Arthur Lipsch       | 1497    |
|              | - Wohngebäude, Eisenhüttenstadt | 10    | 23. September         | 10.000.000 | Gerhard Voigt und Arthur Lipsch       | 1498    |
|              | - Centrum Warenhaus, Hoyerswerda | 10    | 23. September         | 10.000.000 | Gerhard Voigt und Arthur Lipsch       | 1499    |
|              | - Wohngebäude, Magdeburg | 10    | 23. September         | 10.000.000 | Gerhard Voigt und Arthur Lipsch       | 1500    |
|              | - Wohngebiet, Halle-Neustadt | 10    | 23. September         | 10.000.000 | Gerhard Voigt und Arthur Lipsch       | 1501    |
|              | - Wohnhochhaus, Hotel Thüringen-Tourist, Suhl | 10    | 23. September         | 10.000.000 | Gerhard Voigt und Arthur Lipsch       | 1502    |
|              | - Kulturpalast, Dresden | 10    | 23. September         | 10.000.000 | Gerhard Voigt und Arthur Lipsch       | 1503    |
|              | - Universitätshochhaus, Leipzig | 10    | 23. September         | 10.000.000 | Gerhard Voigt und Arthur Lipsch       | 1504    |
|              | - Rosenhof, Karl-Marx-Stadt | 10    | 23. September         | 10.000.000 | Gerhard Voigt und Arthur Lipsch       | 1505    |
|              | - Strausberger Platz, Karl-Marx-Allee, Berlin | 10    | 23. September         | 10.000.000 | Gerhard Voigt und Arthur Lipsch       | 1506    |
|              | Diese Marke wurde als Briefmarkenblock ausgegeben: - Rotes Rathaus, Marienkirche, Fernsehturm                                                                                    | 1 M   | 23. September         | 2.200.000  | Gerhard Voigt und Arthur Lipsch       | 1507    |
|              | 20 Jahre DDR (II) Diese Marke wurde als Briefmarkenblock ausgegeben: - Festzug                                                                                                   | 1 M   | 6. Oktober            | 2.200.000  | Gerhard Stauf                         | 1508    |
|              | 20 Jahre DDR (III): Eröffnung des Fernseh- und UKW-Turms der Deutschen Post, Berlin - Fernseh- und UKW-Turm                                                                      | 10    | 6. Oktober            | 11.975.000 | Hans Detlefsen                        | 1509    |
|              | - Testbild mit Kugel des Turms | 20    | 6. Oktober            | 12.625.000 | Hans Detlefsen                        | 1510    |
|              | Diese Marke wurde als Briefmarkenblock ausgegeben: - Fernseh- und UKW-Turm, Testbild                                                                                             | 1 M   | 6. Oktober            | 379.000    | Hans Detlefsen                        | 1511    |
|              | Internationale Mahn- und Gedenkstätten Figurengruppe des Mahnmals Kopenhagen, Ryvangen                                                                                           | 25    | 28. Oktober           | 3.500.000  | Manfred Gottschall und Joachim Rieß   | 1512    |
|              | Nationale Briefmarkenausstellung 20 Jahre DDR, Magdeburg (II) - Otto-von-Guericke-Denkmal, Dom, Hotel International                                                              | 20    | 28. Oktober           | 8.000.000  | Klaus Hennig                          | 1513    |
|              | - Experiment mit den Magdeburger Halbkugeln, historische Darstellung | 40+10 | 28. Oktober           | 2.000.000  | Klaus Hennig                          | 1514    |
|              | Kongress des Internationalen Messeverbandes (UFI), Leipzig - Emblem der UFI, Hintergrund Messezeichen                                                                            | 10    | 28. Oktober           | 12.000.000 | Jochen Bertholdt                      | 1515    |
|              | - Emblem der UFI, Hintergrund Messezeichen | 15    | 28. Oktober           | 1.700.000  | Jochen Bertholdt                      | 1516    |
|              | 50 Jahre Internationale Arbeitsorganisation (IAO) - Emblem der IAO: Fäuste mit Schraubenschlüsseln                                                                               | 20    | 12. November          | 12.000.000 | Dietrich Dorfstecher                  | 1517    |
|              | - Emblem der IAO: Fäuste mit Schraubenschlüsseln | 25    | 12. November          | 1.700.000  | Dietrich Dorfstecher                  | 1518    |
|              | 550 Jahre Universität Rostock - Universitätsgebäude, Signet der Universität | 10    | 12. November          | 10.000.000 | Jochen Bertholdt                      | 1519    |
|              | - Läufer einer Dampfturbine, Messkurve, Signet der Universität | 15    | 12. November          | 1.700.000  | Jochen Bertholdt                      | 1520    |
|              | Volkskunst aus der Lausitz Zwei dieser Marken erschienen als Zusammendruck: - Model                                                                                              | 10    | 25. November          | 3.000.000  | Dietrich Dorfstecher                  | 1521    |
|              | - Teller | 20+5  | 25. November          | 4.000.000  | Dietrich Dorfstecher                  | 1522    |
|              | - Handgeformtes Backwerk | 50    | 25. November          | 3.000.000  | Dietrich Dorfstecher                  | 1523    |
|              | Flugzeuge (I) - Reiseverkehrsmaschine Antonow AN 24 | 20    | 2. Dezember           | 10.000.000 | Eva Bormann und Gottfried Bormann     | 1524    |
|              | - Reiseverkehrsmaschine Iljuschin IL 18 | 25    | 2. Dezember           | 1.700.000  | Eva Bormann und Gottfried Bormann     | 1525    |
|              | - Reiseverkehrsmaschine Tupolev TU 134 | 30    | 2. Dezember           | 3.500.000  | Eva Bormann und Gottfried Bormann     | 1526    |
|              | - Turbinenhubschrauber Mil MI 8 | 50    | 2. Dezember           | 3.500.000  | Eva Bormann und Gottfried Bormann     | 1527    |
|              | Staatliche Kunstsammlungen, Dresden; Galerie Neue Meister: Werke russischer und sowjetischer Maler - Bildnis einer sibirischen Lehrerin (Dimitrij Konstantinowitsch Sweschnikow) | 5     | 10. Dezember          | 10.000.000 | Horst Naumann und Fritz Deutschendorf | 1528    |
|              | - Der Stahlwerker (Wladimir Alexandrowitsch Serow) | 10    | 10. Dezember          | 12.000.000 | Horst Naumann und Fritz Deutschendorf | 1529    |
|              | - Stilleben (Jeranuhi Aslamasjan) | 20    | 10. Dezember          | 12.000.000 | Horst Naumann und Fritz Deutschendorf | 1530    |
|              | - Warmer Tag (Jakob Dorofejewitsch Romas) | 25    | 10. Dezember          | 1.700.000  | Horst Naumann und Fritz Deutschendorf | 1531    |
|              | - Und wieder wird es Frühling (Leonid Wassiljewitsch Kabatschek) | 40    | 10. Dezember          | 5.000.000  | Horst Naumann und Fritz Deutschendorf | 1532    |
|              | - Mann am Fluß (Wladimir Jegorowitsch Makowskij) | 50    | 10. Dezember          | 3.000.000  | Horst Naumann und Fritz Deutschendorf | 1533    |
| Dauermarken  | |       |                       |            |                                       |         |
| Bild         | Beschreibung | Wert  | Ausgabe- datum (1969) | Auflage    | Entwurf                               | Mi.-Nr. |
|              | Dauermarkenserie: Staatsratsvorsitzender Walter Ulbricht, Großformat (III) - Walter Ulbricht                                                                                     | 1 M   | 4. Juni               | 57.385.000 | Karl Wolf                             | 1481    |
|              | - Walter Ulbricht | 2 M   | 4. Juni               | 29.882.000 | Karl Wolf                             | 1482    |